# Marder III
El Marder III va ser el nom d'una sèrie de caçatancs alemanys de la Segona Guerra Mundial. Van muntar el canó de camp divisional soviètic de 76,2 mm F-22 Model 1936 o el PaK 40 alemany de 7,5 cm, en un compartiment de combat obert a la part superior del xassís del Panzer 38 (t).

## Antecedents
Des dels primeres combats de l'operació Barba-roja, la Wehrmacht es va adonar que la seva capacitat per destruir alguns dels tancs soviètics era inadequada. Els tancs lleugers en servei en aquell moment, com el Panzer II i el Panzer 38(t) de construcció txeca, estaven poc blindats i no muntaven un canó adequat per fer front als tancs soviètics més nous. A més, el canó antitanc remolcat estàndard de la Wehrmacht, el PaK 36 de 3,7 cm de 37 mm, era difícil de posar ràpidament en posició i no tenia la capacitat de penetrar la pesada armadura inclinada dels nous tancs soviètics. Els alemanys necessitaven un canó antitanc més potent i que fos mòbil. Els alemanys havien capturat d'un gran nombre de Canons divisionals M1936 (F-22) de 76 mm durant les primeres fases de la invasió i tenien també el canó Pak 40 de 75 mm. Els alemanys tenien experiència en agafar el xassís d'un tanc poc armat per proporcionar mobilitat a un canó més pesat. El Panzerjäger I és un exemple d'aquest tipus, on la torreta es va retirar per a una conversió oberta per permetre als artillers l'espai necessari per operar el canó.
Amb el xoc de tenir unitats sobrepassades pels nous tancs mitjans soviètics T-34 i els tancs pesants KV-1, la necessitat d'un tanc alemany amb més potència de foc es va fer urgent. Com a solució provisional, es va decidir utilitzar vehicles francesos capturats com el Lorraine, i tancs alemanys menys efectius com el Panzer II i el Panzer 38(t) com a base per als destructors de tancs improvisats. El resultat va ser la sèrie Marder, que inclou Marder I, Marder II i Marder III respectivament. Aquests vehicles van proporcionar mobilitat al canó Pak 36(r) de 7,62 cm (una conversió alemanya del model F-22 de 76 mm 1936) o en versions posteriors al canó antitanc alemany Pak 40 de 7,5 cm. A causa de les limitacions de pes i espai del petit xassís, la sèrie Marder no estaven completament blindades. La protecció del blindatge superior era més fi que al xassís i només es va proporcionar blindatge a la part davantera i als costats contra la metralla i les armes lleugeres d'infanteria. En totes les sèries de Marder la torreta era oberta. Alguns van rebre cobertes de lona per protegir la tripulació dels elements. La sèrie Marder no era un Panzerjäger adequat que pogués intercanviar foc amb tancs enemics.

## Desenvolupament

### MarderIII Ausf. G, Sd.Kfz. 139
Tot i que el Panzer 38(t) havia quedat obsolet com a tanc a principis de 1942, encara era una excel·lent plataforma per adaptar-se a un destructor de tancs, entre altres funcions. Com que s'havien capturat grans quantitats del Canons divisionals M1936 (F-22) de 76,2 mm v, es va prendre la decisió d'acoblar-lo amb el Panzer 38(t).
Per fer-ho, la producció en sèrie del Panzer 38(t) Ausf. G es va aturar i es va modificar caragolant una superestructura modificada al xassís estàndard del tanc en lloc d'una torreta de canó. Aquesta estructura superior muntava el canó i el seu escut, donant només una protecció limitada al comandant, el tirador i el carregador. La protecció total del blindatge oscil·lava entre 10 i 50 mm, sense blindatge per sobre i darrere del compartiment de les armes, que ocupava la tripulació. Tenia una silueta més alta que l'original Panzer 38(t), cosa que el feia més vulnerable al foc enemic.
En servei alemany, el canó soviètic va ser reanomenat 7,62 cm PaK 36(r), i recambrat per al cartutx alemany del PaK 40 més potent. A part del canó principal, hi havia una metralladora de 7,92 mm muntada al casc.
Aquest caçatancs es va posar en producció com a Panzerjäger 38(t) für 7,62 cm PaK 36(r), Sd.Kfz. 139. Es van construir un total de 344 vehicles en tres sèries d'abril a novembre de 1942. Els números de xassís van ser 1360–1479, 1527–1600 i 1601–1750.

### MarderIII Ausf. H,Sd.Kfz. 138
Aquesta següent variant del Marder III incorporava el canó antitanc alemany PaK 40 de 7,5 cm en un Panzer 38(t) Ausf H amb el xassís lleugerament modificat. Aquest xassís encara tenia el motor a la part posterior del vehicle, però, a diferència del model anterior, aquest vehicle instal·lava el compartiment de combat al centre. Això va permetre a la tripulació mantenir-se més avall al centre del vehicle, reduint la seva exposició al foc d'armes lleugeres i la metralla dels obusos. Igual que amb el Sd.Kfz.139, aquest vehicle també portava al casc una metralladora de 7,92 mm.
El nom complet de l'Ausf. H era el PaK 40/3 de 7,5 cm auf Panzerkampfwagen 38(t) Ausf. H, Sd.Kfz. 138. Es van construir un total de 275 vehicles en dues sèries des del novembre de 1942 fins a l'abril de 1943. Es van convertir 175 vehicles addicionals dels Panzer 38(t) el 1943. El nombre de xassís de vehicles nous va ser 1751–2075 i 2121–2147 (superposant-se amb la producció simultània del Grille).